# Le Jour des morts vivants 2 : Contagium
Pour plus de détails, voir Fiche technique et Distribution.
Le Jour des morts vivants 2 : Contagium (Day of the Dead 2: Contagium) est un film américain réalisé par Ana Clavell et James Glenn Dudelson, sorti directement en vidéo en 2005.

## Synopsis
Alors que le docteur Donvin et quelques patients du Romero Memorial Hospital sont en train de nettoyer un ravin, ils découvrent une étrange boite contenant un objet irradiant. La contamination est immédiate, et les symptômes spectaculaires : perte de lambeaux de peau, apparitions de furoncles, sécrétion d'une substance noirâtre et visqueuse, dilatation des pupilles... Ils sont contaminés par un étrange virus, qui les transforme en zombies et les amène à dévorer de la chair humaine. L'armée est chargée de contenir l'épidémie.

## Fiche Technique
- Titre original : Day of the Dead 2: Contagium
- Titre français : Le jour des morts vivants 2: Contagium
- Réalisation : Ana Clavell et James Glenn Dudelson
- Scénario : Ryan Carrassi et Ana Clavell
- Musique : Chris Anderson
- Montage : Ana Clavell
- Photographie : James M. LeGoy
- Société de production : Taurus Entertainment Company
- Pays d'origine :  États-Unis
- Langue originale : anglais
- Genre : Horreur et science-fiction
- Format : couleur - 35 mm - 1,85:1 - Dolby Digital
- Durée : 103 minutes
- Date de sortie :

 États-Unis : 18 octobre 2005
- Public : Interdit aux moins de 12 ans

## Distribution
- Laurie Baranyay : Emma
- Stan Klimecko : Boris
- John F. Henry II : Jackie
- Justin Ipock : Isaac
- Julian Thomas : Sam
- Stephan Wolfert : Donwynn
- Samantha Clarke : Ava Flores
- Joe C. Marino : Marshall
- Jackeline Olivier :  Vicky
- Andreas van Ray : Dr Heller
- April Wade : Patty
- Kevin Wetmore Jr. : Jerry
- Simon Burzynski : Rubinsky
- Mike Dalager : Derber
- Christopher Estes : Charlie

## Commentaire
Ce film n'est pas la suite du chef-d'œuvre Le Jour des morts-vivants (Day of the Dead) mais un épisode parallèle de la saga Zombie de George A. Romero.
L'action se situe en effet avant ce dernier et juste après Zombie.